# Tengelyelrendezés
A járművek típusmegjelölése a különböző járművek különböző rendszerek szerinti megjelöléseinek áttekintésére szolgál. Ezek közül a leginkább elterjedt a tengelyelrendezés szerinti megjelölés, mely a mozdonyok, motorkocsik és motorvonatok tengely-, illetve kerékelrendezésének rövid megjelölésére szolgál.
Az idők folyamán a tengelyelrendezések jelölésére különböző rendszereket fejlesztettek ki. A mai nemzetközi szabvány őse 1908-ban a Német Vasútegylet (Verein Deutscher Eisenbahnverwaltungen (VDEV), 1932-től Közép-Európai Vasútegylet (Verein Mitteleuropäischer Eisenbahnverwaltungen VMEV)) által létrehozott rendszer, melyet nagyrészt az UIC az UIC 612-es döntvénybe (1983. január 1-jétől: UIC 650) átvett.

## A VDEV/VMEV/UIC-rendszer
A tengelyek számát és elrendezését elölről hátrafelé kell megadni. A hajtás nélküli (futó) tengelyeket arab számokkal, a hajtott tengelyeket latin nagybetűkkel kell jelölni. Így:
- 1, 2, 3 … – Az elülső és hátsó futókerékpárok (tengelyek) száma.
- A, B, C …
  - kiterjesztés nélkül – A csatolt vagy csoportosan hajtott tengelyek száma ABC-sorrendben: (A=1, B=2, C=3, …)
  - az o betűs kiterjesztéssel (Ao, Bo, Co, …) – Az egyedileg hajtott (saját vontatómotorral rendelkező) tengelyek száma ABC-sorrendben. (Az o betű eredetileg az alsó indexbe írott 0 lenne – azaz pl.: B0 – de az idők folyamán ez nyomdatechnikai okok miatt o-vá alakult és ma már a kiejtés is átvette.)
- '  – Egy felső vessző (aposztróf) jelzi a mozgathatóan ágyazott tengelyeket vagy tengelycsoportokat. Ennek elhagyása pontatlansághoz vezethet: például egy 2B1 elrendezés takarhat 2'B1-et, 2B1'-et vagy 2'B1'-et is.
- ( )  – Ha az egyértelműséghez szükséges, akkor zárójelbe kerülnek azok a mozgathatóan ágyazott tengelycsoportok, melyek közös kereten vagy forgóvázon belül találhatók; másként fogalmazva, ha egynél több karakterre vonatkozna az aposztróf. Ilyenkor a zárójel mögé viszont már nem szükséges aposztróf, azaz például a (1'C)'(C1')' jelölés helyett (1'C)(C1') írandó.
- +  – Egy pluszjel jelzi a tengelyelrendezésben azt a pontot, ahol az üzemszerűen nem elválasztható jármű kettéválasztható.

Példák:
- Egy gőzmozdony, mely elöl kéttengelyes futóforgóvázzal, mögötte három kapcsolt kerékpárral és végül egy mozgathatóan ágyazott futókerékpárral rendelkezik, 2'C1' tengelyelrendezésű (például MÁV 301 sorozat).
- Egy hattengelyes villamosmozdony, mely két háromtengelyes forgóvázzal rendelkezik és minden tengelyét külön vontatómotor hajtja, Co'Co' tengelyelrendezésű (pl.: MÁV V63 sorozat).

A motorkocsik általában egymással üzemszerűen összekapcsoltak, azonban elméletileg mégis elválaszthatók:
- Például az ÖBB és a GYSEV 5147 sorozatú ikermotorkocsija két önálló motorkocsiból áll, amelyek azonban csak műhelyben csatolhatók szét. Tengelyelrendezésük tehát: 2'B'+B'2'.
- A MÁV BDV motorvonatának kocsijai forgalomban is szétkapcsolhatók, így minden kocsira, például a motorkocsira (BDVmot) önállóan is hivatkozhatunk, azaz Bo'Bo' de a teljes motorvonatot + jellel tagolva együtt is jelölhetjük.

A MÁV FLIRT és Talent motorvonatainak egyes tagjai közös (Jacobs-) forgóvázra támaszkodnak, így az egyes tagok önállóan nem „állnak meg”. Ezek a motorvonatok és a motorkocsik közötti átmenetet képviselő csuklós motorkocsik. Így tengelyelrendezésük: Bo'2'2'2'Bo'.
A gőzmozdonyok szerkocsijait, annak ellenére, hogy önállóan nem közlekednek, nem tüntetik fel a mozdony tengelyelrendezésében.

### Segédhajtások és fogaskerekű mozdonyok jelölése
Előfordultak olyan gőzmozdonyok is, ahol egyes tengelyek bekapcsolható segédhajtással, úgynevezett Boosterrel rendelkeztek a könnyebb indíthatóság érdekében. Ezeknél az igen ritka mozdonyoknál a segédhajtást kis latin betűvel jelzik, pl.: 2'Ba'
A fogaskerekes hajtást z betűvel jelölik. Vagy minden egyes fogaskereket külön z betű jelöl, vagy a fogaskerekek számát kisbetűkkel jelölik (b = 2) utána írt z betűvel. Így egy futókerékpár nélküli három kapcsolt kerékpárral rendelkező gőzmozdony két fogaskerékkel Czz vagy Cbz (esetleg Cb) tengelyelrendezésű.

### A gőzmozdonyok jellege
Főleg német nyelvterületen, de Magyarországon is a gőzmozdonyok jellegét a tengelyelrendezéssel és a kazánjára, gépezetére és az üzemanyag-szállítás módjára utaló jelöléssel egészítik ki. A jeleket kötőjellel vagy szóközzel kapcsolják a tengelyelrendezéshez. Német eredetét mutatja, hogy a jelek a német kifejezések kezdőbetűi:
- Kazán/gőz típusa: h =  túlhevített gőz (Heißdampf), n = telített vagy nedvesgőz (Nassdampf), továbbá osztrák gőzszárítós mozdonyoknál a t a szárazgőzt jelöli (Trockendampf).
- A kazán típusa utáni száma a hengerek számát jelöli.
- A hengerszám utáni v betű arra utal, hogy a mozdony kompaund gépezetű (Verbundmaschine). Az ikergépezetű mozdonyoknak külön jelölésük nincs.
- A szertartályos mozdonyokat t betű jelzi (Tenderlokomotive). A szerkocsis mozdonyoknak külön jelölésük nincs.

Például: 
- az 1'C1'-n2vt egy 1'C1' tengelyelrendezésű telített gőzű, kéthengeres kompaund szertartályos mozdony.
- a 2'C1'-h4 egy 2'C1' tengelyelrendezésű négyhengeres ikergépezetű szerkocsis mozdony

## Egyéb rendszerek

### A hajtókerékpár-viszony
A hajtókerékpár-viszony nem tengelyelrendezés-leírás. Egyszerűen csak a hajtott tengelyek számát jelzi az összes tengely számához képest. Így egy 3/6 jelzésű mozdony lehet akár 2'C1' vagy 1'C2' tengelyelrendezésű, de más hattengelyes, három hajtott kerékpárú elrendezés is.
Bajorországban és Svájcban korábban e jelzőszámot a sorozatjel részeként használták: a bajor S 3/6 egy 2'C1' tengelyelrendezésű gyorsvonati gőzmozdony volt, míg a svájci Ce6/8 II a híres svájci Krokodil nevű (1'C)(C1') tengelyelrendezésű villamos mozdonyt sorozatjele.

### A régi amerikai rendszer
Ebben a rendszerben a különböző tengelyelrendezések nevet kaptak. Az 1'D tengelyelrendezés neve például „Consolidation” volt. A legismertebb ilyen név (nem vasúti körökben is) a Pacific, a 2'C1' tengelyelrendezés (például Arthur Honegger Pacific 231 című zenekari műve).
A futókerékpár nélkül mozdonyok nevéhez a „switcher” utótagot illesztették, például a C tengelyelrendezésű mozdonyok neve „Six wheel switcher” volt. Az első futókerékpár nélküli, de hátsó futókerékpáros mozdonyok (B1', C1', …) neve „Four coupled and trailer”, „Six coupled and trailer” stb. A B2', C2' stb. elrendezések nevei pedig: „Forney four coupled”, „Forney six coupled” stb.
Mivel ez a rendszer idővel egyre áttekinthetetlenebbé vált, áttértek a Whyte-rendszerre (Whyte-Notation). Egyes elnevezések (mint például a szovjet 2'G2' elrendezésű mozdonyra a „Soviet” vagy az osztrák 1'C2' elrendezésre az „Adriatic”) csak utólagos betoldások.

### A Whyte-rendszer
Nem csak az USA-ban és Nagy-Britanniában, hanem általában az egész angol és spanyol nyelvterületen, de Kanadában és Brazíliában is a Whyte-rendszer (Whyte-Notation, Frederick Methvan Whyte, a New York Central Railroad mérnöke után) használatos, mely a mozdonyoknál az egymás után következő futó és hajtott kerekek (tehát nem a kerékpárok/tengelyek!) számát mutatja egyaránt arab számokkal és az egyes csoportokat kötőjellel elválasztva.
A Whyte-rendszer csak gőzmozdonyoknál szokásos; villamos- és belső égésű mozdonyoknál az amerikai kontinensen (kivéve egyes argentin vasúttársaságokat) az AAR-jelölésrendszert alkalmazzák. Brazília mind az UIC-, mind az AAR-rendszert használja, sokszor a két rendszer egy nem hivatalos kombinációjával.
Példa: Egy UIC-rendszer szerinti 2'D1'-h2 mozdony a Whyte-rendszer szerint 4-8-2 (Ábrája: ooOOOOo). Egy (1'D)D2'-h4v Mallet-mozdony Amerikában 2-8-8-4 (Ábrája: oOOOO OOOOoo).
A Whyte-rendszer figyelembe veszi, hogy a kapcsolt kerekek előtt és mögött futókerekek lehetnek. Ha ilyenek nincsenek, akkor oda 0-t írnak. Egy UIC-rendszer szerinti 2'C elrendezésű gőzmozdony a Whyte-rendszer szerint 4-6-0, míg egy UIC-s E elrendezésű 0-10-0.
A Garratt-mozdonyoknál a rendszer a két hajtóműcsoportnál elválik és „+” jellel van összekötve. A dél-afrikai SAR GMA/GMAM típusa az UIC-rendszer szerint (2'D1')(1'D2'), a Whyte-rendszer szerint 4-8-2 + 2-8-4 elrendezésű (Ábrája: ooOOOOo  oOOOOoo).

### A francia rendszer
A francia tengelyképlet-rendszer hasonlít az angolszász (Whyte-) rendszerhez, de ez nem a kerekek, hanem a tengelyek számát jelöli és nem alkalmaz kötőjeleket. Egy 2'D1'-elrendezésű mozdony a francia rendszer szerint: „241”. Az SNCF is ezt a rendszert használja a sorozatjelzéseknél, pl.: 221 A vagy 240 P. A francia rendszer Spanyolországban és Oroszországban is használatos.

### A török rendszer
A török jelölésrendszer látszólag a legkorábbi mozdonyosztályozási rendszer. Két egy- vagy kétjegyű  számból áll, ahol az első szám a hajtott tengelyek számát, a második szám az összes tengelyek számát jelöli. Ez a szám Franciaországhoz hasonlóan Törökországban is része a sorozatjelnek. Így egy 2'D1'-elrendezésű mozdony a francia rendszerben „241”, a Whyte-rendszerben „4-8-2”, míg a törökben „47”. Egy (1'D)D1'-es Mallet-mozdony a francia rendszerben „14+41”, a Whyte-rendszerben „2-8-8-2”, míg a törökben „810”, „45+45” bontásban. Egy (1'E)E1'-es Mallet-mozdony a francia rendszerben „15+51”, a Whyte-rendszerben „2-10-10-2”, míg a törökben „1012”, „56+56” bontásban.

### A svájci rendszer
A svájci tengelyelrendezés-rendszer a török rendszer egyszerűsítését célzó módosítása: a török rendszer két száma közé /-jel kerül. Egy 2'D1'-elrendezésű mozdony a francia rendszerben „241”, a Whyte-rendszerben „4-8-2”, a törökben „47”, míg a svájciban „4/7”. Egy (1'D)D1'-es Mallet-mozdony a francia rendszerben „14+41”, a Whyte-rendszerben „2-8-8-2”, a törökben „810”, Svájcban „8/10”, „45+45” bontásban. Egy (1'E)E1'-es Mallet-mozdony a francia rendszerben „15+51”, a Whyte-rendszerben „2-10-10-2”, míg a törökben „1012”, Svájcban „10/12”. A svájci rendszert 1924-ig Bajorországban is használták.

## Az egyes jelölési rendszerek összehasonlítása
| Közép-európai jelölés | Angolszász jelölés | Amerikai név                             | Sematikus ábra  |
| --------------------- | ------------------ | ---------------------------------------- | --------------- |
| A1                    | 0-2-2              |                                          | Oo              |
| 1A                    | 2-2-0              | Planet                                   | oO              |
| 1A1                   | 2-2-2              | Patentee                                 | oOo             |
| 2'A                   | 4-2-0              | Crampton, Norris                         | ooO             |
| 3A                    | 6-2-0              | Crampton                                 | oooO            |
| B                     | 0-4-0              | Four-Wheel-Switcher                      | OO              |
| 1'B                   | 2-4-0              | Hanscom                                  | oOO             |
| 1'B1'                 | 2-4-2              | Columbia                                 | oOOo            |
| 2'B                   | 4-4-0              | American, Eight-Wheeler                  | ooOO            |
| 2'B1'                 | 4-4-2              | Atlantic                                 | ooOOo           |
| 2'B2'                 | 4-4-4              | Jubilee                                  | ooOOoo          |
| C                     | 0-6-0              | Six-Wheel-Switcher                       | OOO             |
| 1'C                   | 2-6-0              | Mogul                                    | oOOO            |
| 2'C                   | 4-6-0              | Ten-Wheeler                              | ooOOO           |
| 1'C1'                 | 2-6-2              | Prairie                                  | oOOOo           |
| 2'C1'                 | 4-6-2              | Pacific                                  | ooOOOo          |
| 1'C2'                 | 2-6-4              | Adriatic                                 | oOOOoo          |
| 2'C2'                 | 4-6-4              | Hudson, Baltic                           | ooOOOoo         |
| D                     | 0-8-0              | Eight-Wheel-Switcher                     | OOOO            |
| 1'D                   | 2-8-0              | Consolidation                            | oOOOO           |
| 1'D1'                 | 2-8-2              | Mikado, Mac Arthur                       | oOOOOo          |
| 1'D2'                 | 2-8-4              | Berkshire                                | oOOOOoo         |
| 2'D                   | 4-8-0              | Twelve-Wheeler, Mastodon                 | ooOOOO          |
| 2'D1'                 | 4-8-2              | Mountain, Mohawk (NYC)                   | ooOOOOo         |
| 2'D2'                 | 4-8-4              | Northern, Niagara (NYC), Wyoming         | ooOOOOoo        |
| E                     | 0-10-0             | Ten-Wheel Switcher                       | OOOOO           |
| E1'                   | 0-10-2             | Union                                    | OOOOOo          |
| 1'E                   | 2-10-0             | Decapod                                  | oOOOOO          |
| 2'E                   | 4-10-0             | Mastodon                                 | ooOOOOO         |
| 1'E1'                 | 2-10-2             | Santa Fe                                 | oOOOOOo         |
| 1'E2'                 | 2-10-4             | Texas                                    | oOOOOOoo        |
| 2'E1'                 | 4-10-2             | Texas, Southern Pacific, Overland        | ooOOOOOo        |
| 1'F                   | 2-12-0             | Centipede                                | oOOOOOO         |
| 2'F1'                 | 4-12-2             | Union Pacific                            | ooOOOOOOo       |
| C'C                   | 0-6-6-0            | Erie (Mallet-mozdony)                    | OOO OOO         |
| (1'C)C                | 2-6-6-0            | névtelen (Mallet-mozdony)                | oOOO OOO        |
| (1'C)C1'              | 2-6-6-2            | Mallet Mogul (SP), Prairie Mallet (ATSF) | oOOO OOOo       |
| (1'C)C2'              | 2-6-6-4            | névtelen (Mallet-mozdony)                | oOOO OOOoo      |
| (2'C)C2'              | 4-6-6-4            | Challenger (Mallet-mozdony)              | ooOOO OOOoo     |
| (1'C)C3'              | 2-6-6-6            | Allegheny (Mallet-mozdony)               | oOOO OOOooo     |
| D'D                   | 0-8-8-0            | névtelen (Mallet-mozdony)                | OOOO OOOO       |
| (1'D)D1'              | 2-8-8-2            | Chesapeake (Mallet-mozdony)              | oOOOO OOOOo     |
| (1'D)D2'              | 2-8-8-4            | Yellowstone (Mallet-mozdony)             | oOOOO OOOOoo    |
| (2'D)D2'              | 4-8-8-4            | Big Boy (Mallet-mozdony)                 | ooOOOO OOOOoo   |
| (1'E)E1'              | 2-10-10-2          | Virginian (Mallet-mozdony)               | oOOOOO OOOOOo   |
| (2'C1')(1'C2')        | 4-6-2 + 2-6-4      | Double Pacific (Garratt-mozdony)         | ooOOOo oOOOoo   |
| (2'D1')(1'D2')        | 4-8-2 + 2-8-4      | Double Mountain (Garratt-mozdony)        | ooOOOOo oOOOOoo |